# گونیلا اندرسون
گونیلا اندرسون (انگلیسی: Gunilla Andersson؛ زادهٔ ۲۶ آوریل ۱۹۷۵) ورزشکار هاکی روی یخ اهل سوئد است.
او در مسابقات کشوری و بین‌المللی در مجموع برندهٔ ۱ مدال نقره، ۳ مدال برنز شده‌است.